# گوش‌خراش ابرونخودی
گوش‌خراش ابرونخودی (نام علمی: Ortalis superciliaris) گونه‌ای از پرندگان تیرهٔ گوش‌خراشان (Cracidae) شامل گوش‌خراش‌ها، گوان‌ها و کاکل‌فری‌ها و بومی برزیل است.